# Castello di Brianza
Castello di Brianza (lombardul: Castell de Brianza) település Olaszországban, Lombardia régióban, Lecco megyében. Lakosainak száma 2593 fő (2023. január 1.). Castello di Brianza Barzago, Colle Brianza, La Valletta Brianza, Santa Maria Hoè, Sirtori és Dolzago községekkel határos.

## Népesség
A település lakossága az elmúlt években az alábbi módon változott:
| Lakosok száma | 2598 | 2612 | 2593 |
|               | 2017 | 2018 | 2023 |